# Simantin
Simantin is een bestuurslaag in het regentschap Simalungun van de provincie Noord-Sumatra, Indonesië. Simantin telt 1845 inwoners (volkstelling 2010).